# Justina Gonzalez Daniele
Justina Maria Gonzalez Daniele (* 8. Dezember 2005) ist eine argentinische Tennisspielerin.

## Karriere
Gonzalez Daniele begann mit fünf Jahren das Tennisspielen und spielt vor allem auf der ITF Women’s World Tennis Tour, wo sie bislang drei Titel im Doppel gewinnen konnte.
2023 erreichte sie im Juli als Qualifikantin das Hauptfeld im Dameneinzel der Swiss Tennis International Tour, wo sie in der ersten Runde gegen die topgesetzte Kryszina Dsmitruk mit 4:6 und 3:6 verlor. Im Doppel verlor sie an der Seite ihrer Partnerin Josefina Zehnder ebenfalls bereits in der ersten Runde gegen die Paarung Alina Granwehr und Karolina Kozakova mit 4:6 und 4:6. Im November erreichte sie mit ihrer Partnerin Sylvie Zünd das Finale des W15 im Doppel von Buenos Aires, das sie gegen Thaisa Grana Pedretti und Camila Romero mit 6:0, 5:7 und [5:10] verloren. In der Woche darauf gelang ihr an der Seite der Mexikanerin Marian Gomez Pezuela Cano der erste ITF-Doppeltitel.
2024 gelang ihr im März an der Seite von Camila Romero der zweite ITF-Titelgewinn. Im September erhielt sie einen Startplatz im Hauptfeld des Dameneinzels des W50 San Miguel de Tucumán, wo sie in der ersten Runde gegen Maria Toma verlor. Eine Woche später erreichte sie über die Qualifikation das Hauptfeld im Dameneinzel des W50 Pilar, wo sie in der ersten Runde gegen Fernanda Labraña mit 3:6 und 5:7 verlor. Im Oktober erreichte sie an der Seite von Lourdes Ayala das Finale im Doppel des W15 in Trelew, das die beiden gegen Camila Romero und Luciana Moyano verloren. Ende November erreichte sie noch das Einzelfinale des W15 in Córdoba, das sie gegen Luisina Giovannini mit 7:62, 2:6 und 3:6 verlor.

## Turniersiege

### Doppel
| Nr. | Datum             | Turnier            | Kategorie | Belag | Partnerin                 | Finalgegnerinnen                   | Ergebnis          |
| --- | ----------------- | ------------------ | --------- | ----- | ------------------------- | ---------------------------------- | ----------------- |
| 1.  | 25. November 2023 | Córdoba            | ITF W15   | Sand  | Marian Gomez Pezuela Cano | Francesca Mattioli Mariana Zottoli | 6:3, 4:6, [10:5]  |
| 2.  | 3. März 2024      | Tucumán            | ITF W15   | Sand  | Camila Romero             | Ana Candiotto Noelia Zeballos      | 4:6, 7:66, [10:8] |
| 3.  | 17. Mai 2025      | Kuršumlijska Banja | ITF W15   | Sand  | Elena Korokozidi          | Stefania Bojica Anastassija Firman | 6:2, 6:4          |